# Нидернхалль
Нидернхалль (нем. Niedernhall) — город в Германии, в земле Баден-Вюртемберг. 
Подчинён административному округу Штутгарт. Входит в состав района Хоэнлоэ. Подчиняется управлению „Миттлерес Кохерталь“.  Население составляет 3945 человек (на 31 декабря 2010 года). Занимает площадь 17,71 км². Официальный код  —  08 1 26 060.

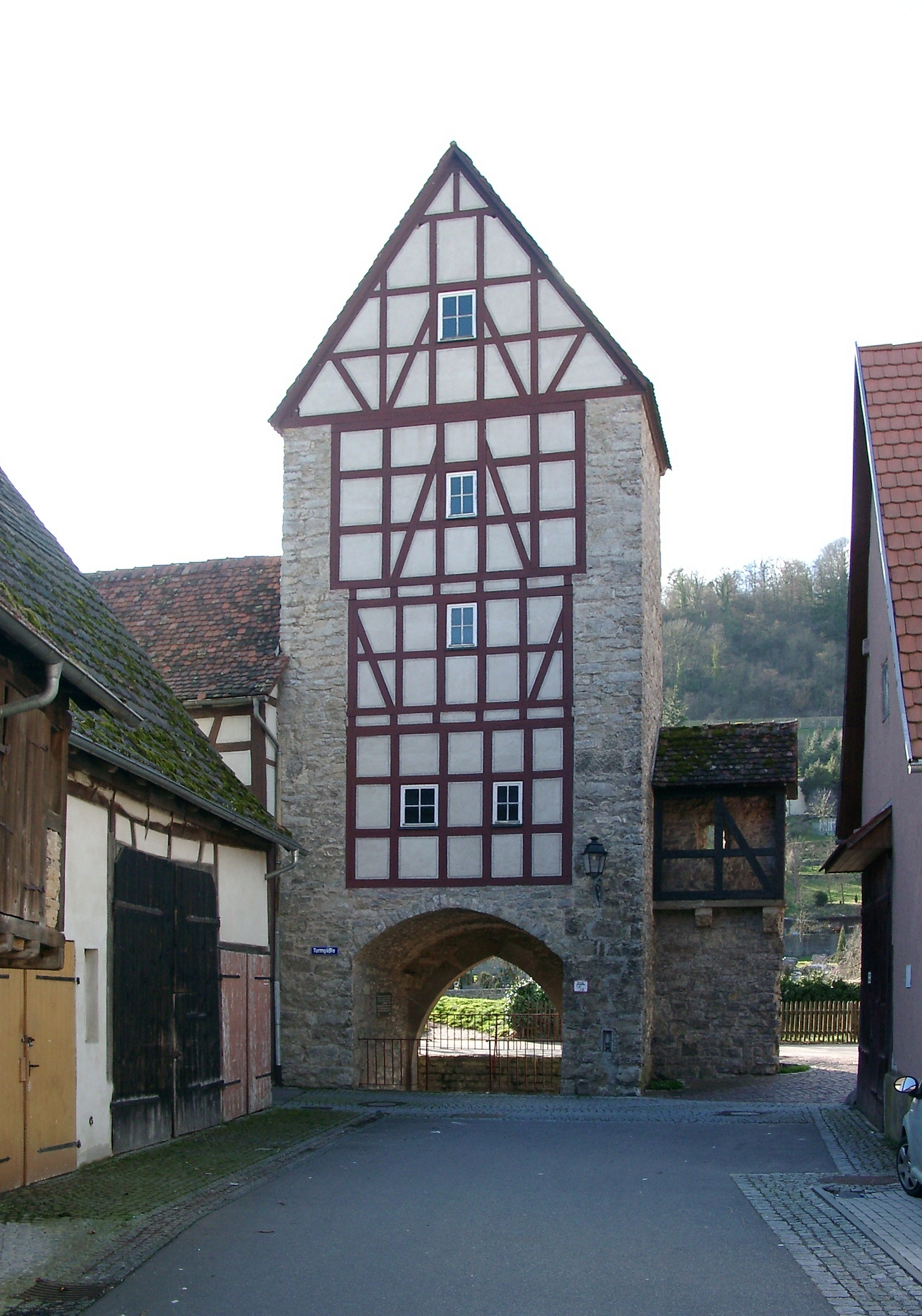
Нидернхалль